# Karlheinz Pflipsen
Karlheinz Pflipsen (ur. 31 października 1970 w Mönchengladbach) – były niemiecki piłkarz występujący na pozycji pomocnika.

## Kariera klubowa
Pflipsen jest wychowankiem klubu SC Rheindalen. W 1983 roku przeszedł do juniorów Borussii Mönchengladbach. W sezonie 1989/1990 został włączony do jej pierwszej drużyny, grającej w Bundeslidze. W tych rozgrywkach zadebiutował 25 listopada 1989 w wygranym 3:1 meczu z 1. FC Kaiserslautern. Było to jednak jedyne ligowe spotkanie rozegrane przez niego w tamtym sezonie. W następnym był już podstawowym graczem Borussii. 1 września 1990 w zremisowanym 2:2 pojedynku z 1. FC Köln Pflipsen strzelił pierwszego gola w trakcie gry w Bundeslidze. W 1992 roku zagrał z Borussią w finale Puchar Niemiec, jednak jego klub został tam pokonany po rzutach karnych przez Hannover 96. W 1995 roku Borussia ponownie wystąpiła w finale Pucharu Niemiec, ale tym razem została jego zwycięzcą po wygraniu 3:0 meczu z VfL Wolfsburg. W 1999 roku Pflipsen zajął z klubem 18. miejsce w lidze i spadł z nią do 2. Bundesligi. Wówczas odszedł z Borussii.
Jego nowym klubem został grecki Panathinaikos AO. Od czasu debiutu pełnił tam rolę rezerwowego. W 2000 oraz 2001 roku wywalczył z klubem wicemistrzostwo Grecji. Łącznie rozegrał tam 19 ligowych spotkań i zdobył w nich 8 bramek. W 2001 roku powrócił do Niemiec, gdzie został zawodnikiem drugoligowej Alemannii Akwizgran. Jej barwy reprezentował przez trzy sezony. W tym czasie zagrał tam w 68 ligowych meczach i strzelił w nich 10 goli. Jego ostatnim klubem był również drugoligowy TSV 1860 Monachium, w którym grał do końca sezonu 2004/2005, a potem zakończył karierę.

## Kariera reprezentacyjna
Pflipsen był młodzieżowym reprezentantem Niemiec. W reprezentacjach od U-15 do U-21 rozegrał 40 spotkań. W kadrze seniorskiej zagrał jeden raz. Był to towarzyski mecz ze Stanami Zjednoczonymi rozegrany 13 czerwca 1993 i wygrany przez Niemców 4:3. Tamten mecz Pflipsen rozpoczął na ławce rezerwowych, ale w 70. minucie został wprowadzony na boisko w miejsce Jürgena Klinsmanna.

## Kariera trenerska
Po zakończeniu kariery Pflipsen został trenerem. 14 lipca 2008 objął stanowisko szkoleniowca rezerw Rot-Weiss Essen. 18 lutego 2009 został zwolniony i od tego czasu pozostaje bez klubu.